# Ordre danois des francs-maçons
L'Ordre danois des francs-maçons (Den Danske Frimurerorden en Danois), connue également sous le nom de Grande Loge du Danemark, est une obédience maçonnique, fonde 16 novembre 1858. Plus ancienne obédience du Danemark, elle fait partie du courant dit « régulier », elle est reconnue par la Grande Loge unie d'Angleterre.